# ハムダーン・アル＝カマーリー
ハムダーン・アル＝カマーリー（アラビア語: حمدان الكمالي、Hamdan Al-Kamali、1989年5月2日-）は、アラブ首長国連邦のプロサッカー選手。シャバーブ・アル・アハリ所属のDF。サッカーアラブ首長国連邦代表、元同U-23代表、元同U-20代表。アブダビ出身。
日本語では、「ハムダン・アル・カマリ」「ハムダン・アルカマリ」「ハムダーン・アルカマリ」などと表記されることがある。
AFC U-19選手権2008の優勝メンバー（キャプテン）で、2009 FIFA U-20ワールドカップに出場した。
U-23代表でもキャプテンをつとめ、2012年のロンドン五輪出場。
2012年にはフランス・リヨンに半年間レンタル移籍した。